# Barbie's Cradle

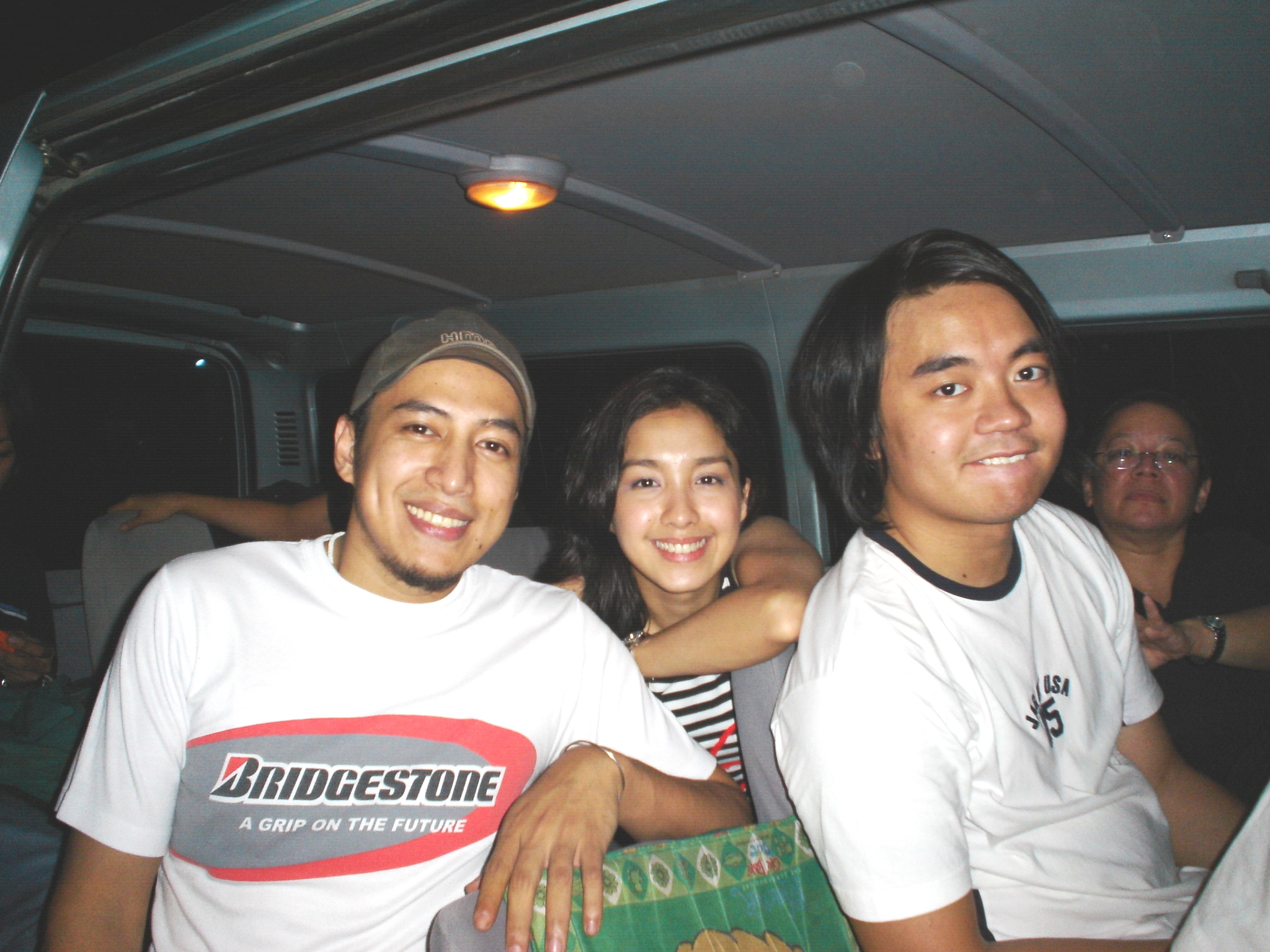
Barbie's Cradle

Barbie's Cradle fue una banda musical de género rock alternativo y de Pinoy Rock de Filipinas. La banda se formó en 1999, anteriormente la banda se llamaba Hungry Young Poets, formada en 1997 y que estaba liderada por su vocalista, la cantautora y guitarrista Barbie Almalbis. Tras la salida del bajista Ricci Gurango de Hungry Young Poets, Almalbis y Benítez, decidieron cambiar el nombre del grupo por Barbie's Cradle. Su primer registro musical fue auspisada bajo producciones de Warner Music de Filipinas. La banda se mantuvo activo hasta el 2005, además se podría decir que su estilo se asemeja a la agrupación española de La Oreja de Van Gogh. En 2005 el grupo se disolvió y Barbie Almalbis decidió seguir su carrera musical en solitario, mientras que Rommel dela Cruz, se integró como bajista de la banda Freestyle, ya que el bajista anterior se retiró de esta banda y emigró a Australia.

## Miembros
- Barbie Almalbis (voz y guitarra)
- Franklin Benitez (drums)
- Rommel dela Cruz (bajo)
- Wendell García (drums, 1999)
- Kakoi Legaspi (guitarra, 2005)

## Bandas Musicales Relacionadas
- Hungry Young Poets
- Pupil
- Arch1pelago
- Mojofly
- Esponja Cola]

## Discografía
- 1999 - Barbie's Cradle
- 2000 - Música de la tabla Bufé
- 2003 - Playing in the Fields

## Premios
- 2001 Premios Katha
- 2001 Premios NU107 Rock
- 2000 Premios Katha
- 1999 Premios Festival Nuevo Artístico, 99.5RT